# فرناندو بوترو
فرناندو بوترو (اسپانیایی: Fernando Botero‎; ۱۹ آوریل ۱۹۳۲ – ۱۵ سپتامبر ۲۰۲۳) نقاش فیگوراتیو و مجسمه‌ساز اهل کلمبیا بود. او با سبک خاص خودش که بوتریسمو (Boterismo) نام گرفته، اَشکال و آدم‌ها را در ابعادی بزرگ و اغراق‌آمیز به تصویر می‌کشد و از این راه به آثارش وجهی طنزآلود یا سیاسی بخشیده‌است.
بوترو را مهم‌ترین چهرهٔ هنریِ زندهٔ آمریکای لاتین دانسته‌اند و آثارش در پررفت‌وآمدترین مکان‌های جهان مانند خیابان شانزلیزه پاریس و خیابان پارک منهتن به چشم می‌خورد.

## مرگ
بوترو در پی عارضه ذات الریه در ۱۵ سپتامبر ۲۰۲۳ در سن ۹۱ سالگی در موناکو درگذشت.

## نگارخانه

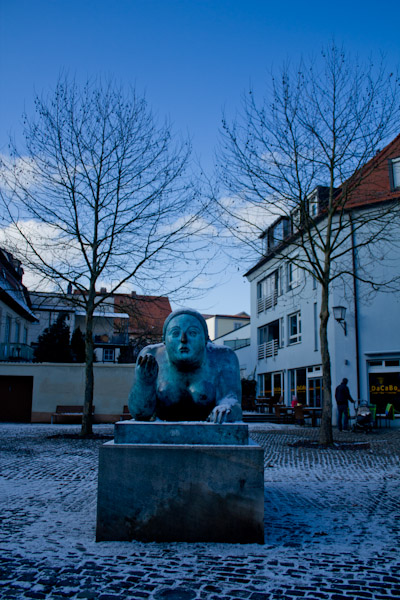
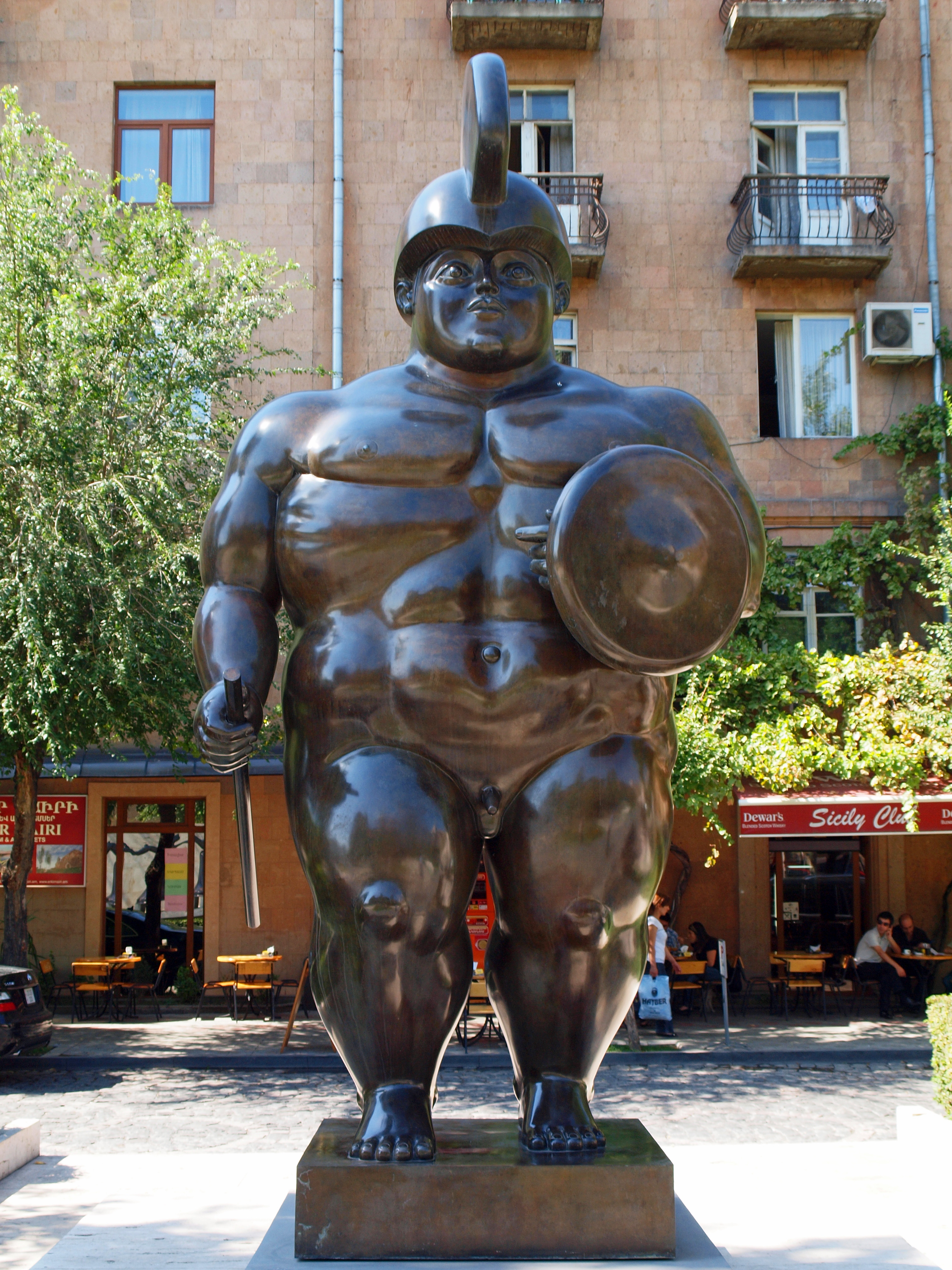
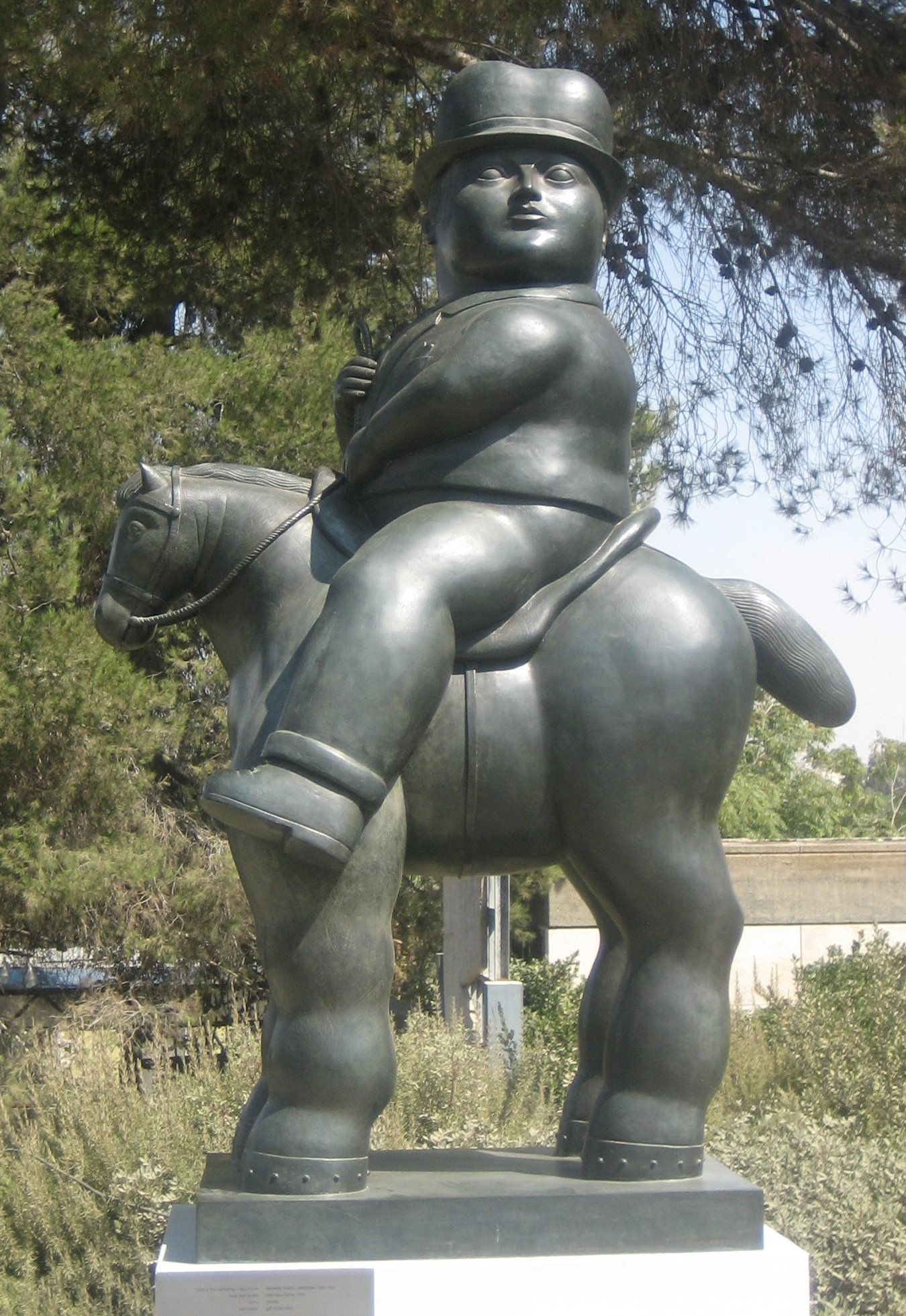
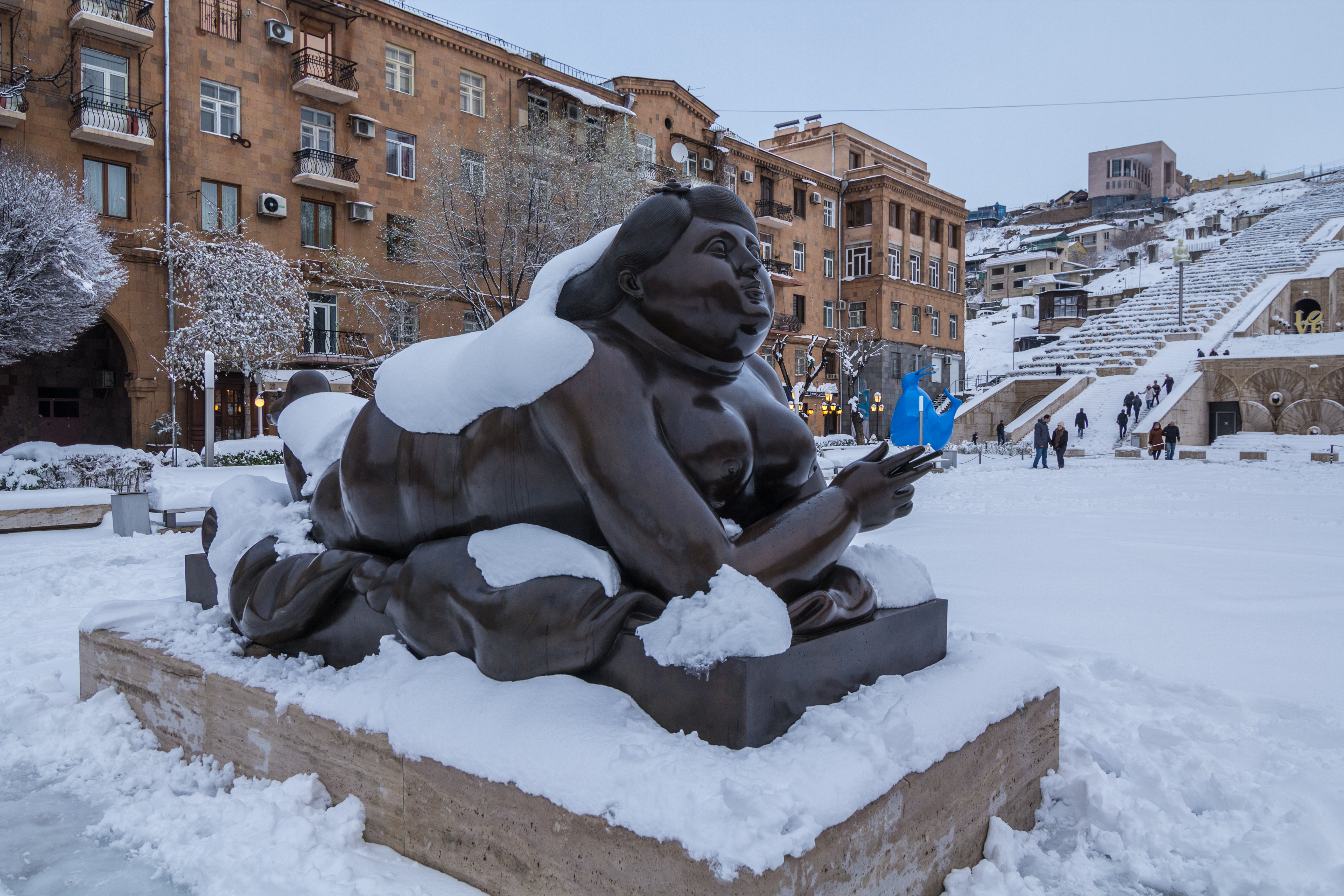